# Ormosia moghalensis
Ormosia moghalensis är en tvåvingeart som beskrevs av Alexander 1965. Ormosia moghalensis ingår i släktet Ormosia och familjen småharkrankar. Inga underarter finns listade i Catalogue of Life.